# Comuna Marstal
Marstal (Marstal Kommune) a fost o comună din comitatul Fyns Amt, Danemarca, care a existat între anii 1970-2006. Comuna avea o suprafață totală de 16,75 km² și o populație de 3.279 de locuitori (în 2003), iar din 2007 teritoriul său face parte din comuna Ærø.
1. ↑  Danske borgmestre 1970-2018 (PDF)